# Unitat Dobson
La unitat Dobson (abreviada DU, de l'anglès Dobson unit) és una unitat de mesura de la densitat superficial de l'ozó atmosfèric. Una unitat Dobson es refereix a una capa d'ozó que tindria un gruix de 10 µm en condicions normals de pressió i temperatura. Per exemple, 300 DU d'ozó duts fins a la superfície de la Terra a 0 °C ocuparien una capa de només 3 mm de gruix. Una DU equival a 2,69×10¹⁶ molècules d'ozó per centímetre quadrat o 2,69×1020 per metre quadrat. Això són 0,4462 mil·limols d'ozó per metre quadrat.
Un valor llindar de 220 DU s'escollí com el punt d'inici per al forat de la capa d'ozó, ja que valors de menys de 220 DU mai van ser anotats en observacions històriques sobre l'Antàrtida abans del 1979; a més, a partir de mesures directes sobre aquest continent, un nivell de menys de 220 DU seria un resultat de pèrdua d'ozó deguda al clor i el brom.
La unitat Dobson s'anomenà en honor de Gordon Dobson, investigador a la Universitat d'Oxford. A la dècada del 1920 Dobson va construir el primer instrument capaç de mesurar la quantitat d'ozó des de la Terra. Aquest aparell s'anomenà espectrofotòmetre Dobson.